# Stylinodontidae
De Stylinodontidae zijn een familie van uitgestorven zoogdieren uit de orde Taeniodonta. Deze zoogdieren evolueerden vrij snel tijdens het Vroeg-Tertiair (Paleoceen-Eoceen) van Noord-Amerika.

## Kenmerken
Deze familie omvatte zeer gespecialiseerde gravers, die in grootte varieerden van een rat tot een beer. Ze hadden een prominent voorhoofd en enorme klauwen voor het graven en wroeten. De tanden bleven voortdurend doorgroeien.

## Fossielen
De schaarste aan fossielen kan worden verklaard door het feit dat de dieren waarschijnlijk leefden in de drogere delen van het continent waar verstening minder frequent was.

## Geslachten
- † Ectoganus Cope, 1874
- † Psittacotherium Cope, 1882
- † Robertschochia Lucas & Williamson, 2011
- † Stylinodon Marsh, 1874
- † Wortmania Hay, 1899